# Ton Lammers
Ton Lammers (1 september 1949) is een voormalig voetbalscheidsrechter uit Nederland, die zes jaar leiding gaf aan wedstrijden in de Eredivisie. Hij maakte zijn debuut in de hoogste afdeling op 14 mei 1989 in het duel tussen Fortuna Sittard en SBV Haarlem (1-1). Lammers deelde in die wedstrijd vier gele kaarten uit en wel aan André Stafleu (Haarlem). In totaal leidde hij 90 duels in de eredivisie (138 gele en 3 rode kaarten).